# Корнилов, Алексей Михайлович
Алексей Михайлович Корнилов (30 января (10 февраля) 1760 — 21 марта (2 апреля) 1843) — капитан-командор русского флота, губернатор Иркутской (1805—1806) и Тобольской губерний (1806—1807), сенатор, тайный советник.

## Биография
Сын Михаила Петровича Корнилова, помещика Старицкого уезда Тверской губернии. Брат — Пётр (1759—1834), капитан 1 ранга, командир бомбардирского корабля «Страшный». С 23 декабря 1775 года обучался в Морском кадетском корпусе. Гардемарином плавал от Кронштадта до Лиссабона и обратно, а 1 мая 1782 года произведён в мичманы. 
В период службы на эскадре вице-адмирала В. Я. Чичагова в 1785 году был произведён в лейтенанты. За героизм, проявленный в Роченсальмском сражении (1789), командир фрегата А. М. Корнилов награждён орденом Св. Георгия 4-го класса и досрочно произведён в капитан-лейтенанты. В 1799 году произведён в капитаны 1-го ранга, уволен со службы в 1803 году в чине капитан-командора. В 1805 году был назначен гражданским губернатором в Иркутск. 
Прибыв в Иркутск, по словам барона В. И. Штейнгейля, «честный моряк Корнилов не сошёлся с сибирским наместником И. О. Селифонтовым. У них доходило до публичной разбранки, и, конечно, Корнилову было бы дурно, если бы не подоспело посольство графа Головкина. Корнилов старался привлечь на свою сторону не только посла, но и его свиту, а жена его успела передать свите графа всю, как говорится, подноготную о Селифонтове. Последствие оказалось вскоре». Селифонтов был уволен от службы, а Корнилов — перемещён в Тобольск. Из Иркутска он выехал с долгами, как говорили, «прожился на посольстве». 
В Тобольске Корнилов пробыл до 1807 года и из-за интриг нового сибирского наместника И. Б. Пестеля вышел в отставку. В 1821 году был назначен сенатором в 4-й департамент Сената. В 1826 году назначен в Верховный уголовный суд по делу декабристов. 6 декабря 1829 года был награждён орденом Св. Анны I степени. Завершил свою службу в 1835 году тайным советником.
Проживал с семьёй в Петербурге или в своём родовом имении в селе Ивановском близ Рясни Старицкого уезда Тверской губернии. Увлекался литературой, был знаком с А. С. Пушкиным. Книги, написанные Алексеем Михайловичем Корниловым:
- «Сигналы, посредством коих производятся тактические действия гребного флота» (1800);
- «Замечания о Сибири сенатора Корнилова» (1828).

Скончался в апреле 1843 года, похоронен в селе Рясни Старицкого уезда Тверской губернии.

## Семья
Жена — Александра Ефремовна Фан-дер-Флит (30.08.1771—26.12.1836), из семьи негоциантов, переселившихся в первой половине XVIII столетия из Голландии в Архангельск; сестра олонецкого губернатора Т. Е. Фан-дер-Флита. По отзыву современников, «была весьма миловидной, ловкой, гостеприимной женщиной». В период губернаторства мужа в Иркутске играла активную роль. В «доме своём угощала гостей и была хозяйкой многолюдных балов,своею непринуждëнностью и неумышленной любезностью всем нравилась». Похоронена рядом с мужем в селе Рясни. Дети:
- Александр (13.05.1801—05.08.1856) — киевский, вятский, тамбовский губернатор
- Владимир (01.02.1806—05.10.1854) — вице-адмирал, герой обороны Севастополя.
- Анастасия (20.02.1812[9]—26.03.1816[10]) и Екатерина (20.02.1812—?)

## Награды
- Орден Святого Иоанна Иерусалимского командорский крест
- Орден Святой Анны 2-й степени
- Орден Святого Георгия 4-й степени